# جیم برویهیل

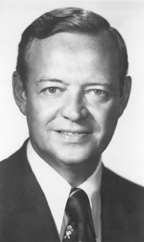
جیم برویهیل، سناتور اسبق

جیم برویهیل (به انگلیسی: Jim Broyhill) سناتور سابق عضو حزب جمهوری‌خواه ایالات متحده آمریکا بود. او در سال ۱۹۸۶ میلادی سناتور ایالت کارولینای شمالی در سنای ایالات متحده آمریکا بود.